# Non Stop (Julio Iglesias)
Non Stop è un album in studio del cantante spagnolo Julio Iglesias, pubblicato nel 1988.

## Tracce
1. Love Is on Our Side Again – 4:01 (Barry Mann, Jim Sullins)
2. I Know It's Over – 3:53 (Giorgio Calabrese, Antonina Armato)
3. Never, Never, Never (Grande, Grande, Grande) – 4:03 (Alberto Testa, Norman Newell, Fabio Testa)
4. Ae, Ao – 4:12 (Renis, Massimo Guantini, Rhett Lawrence, Debbie James-Chacon)
5. Words and Music – 4:34 (Clif Magness, Mark Vieha)
6. My Love (con Stevie Wonder) – 5:36 (Wonder)
7. Everytime We Fall in Love – 4:04 (Claude Lemesle, Luis Gardey, James-Chacon,)
8. Too Many Women – 4:12 (Arcusa, Marty Panzer)
9. If I Ever Needed You (I Need You Now) – 3:44 (Dobie Gray, Bud Reneau)